# Chauliognathus limbicollis
Chauliognathus limbicollis es una especie de coleóptero de la familia Cantharidae, subfamilia Chauliognathinae y género Chauliognathus.

## Distribución
Habita en México, se considera plaga, ya que produce daños en las plantaciones de maíz.